# Keshia Knight Pulliam
Keshia Knight Pulliam, född 9 april 1979 i Newark, New Jersey, är en amerikansk skådespelerska.
Hon blev vid 6 års ålder den yngsta skådespelerskan någonsin att nomineras till en Emmy Award.

## Filmografi (urval)
- 1984 - The Cosby Show
- 1985 - The Last Dragon
- 2004 - Motives

## Alias
Har även medverkat i filmer med följande namn:
- Keshia Knight

## Utmärkelser
- 1988 - Image Award - Outstanding Youth Actor/Actress för The Cosby Show
- 1989 - Young Artist Award - Best Young Actor/Actress Ensemble in a Television Comedy, Drama Series or Special för The Cosby Show